# August Košutić
August Košutić (Radoboj, 1893. augusztus 5. – Zágráb, 1964. november 12.) horvát politikus, a Horvát Parasztpárt (HSS) egyik prominens tagja volt. A HSS tagjaként Košutić beutazta Európát és az Egyesült Államokat, hogy tájékoztassa a világ közvéleményét a Jugoszláv Királyság szerb hegemonista politikájáról és a „horvát kérdésről”. Tevékenysége miatt a jugoszláv hatóságok többször letartóztatták, 1924-ben pedig merényletet kíséreltek meg ellene. 1926 és 1927 között rövid ideig építésügyi miniszter volt, ahol nagy erőfeszítéseket tett a korrupció elleni küzdelemben.
A második világháború alatt a Független Horvát Államban leginkább az 1944-es sikertelen Lorković–Vokić-összeesküvésben való részvételéről volt nevezetes, amely puccs célja az volt, hogy koalíciós kormányt hozzanak létre az Usztasa és a HSS között, és Horvátországot a szövetségesek oldalára állítsák. A háború után politikailag inaktívvá vált.

## Élete és pályafutása

### Ifjúkora
Košutić a horvátországi Zagorjéban, a Korpona melletti Radobojban született. Apja, Stjepan a korponai régió parasztpárti képviselője volt, így gyakran találkozott Antun és Stjepan Radić-csal, a HSS vezetőivel. A fiatal Augustnak gyakran volt lehetősége volt meghallgatni beszélgetéseiket. Az általános iskola elvégzése után August a zágrábi gimnáziumba iratkozott be, ahol kiváló tanuló volt. Emiatt rábízták az iskolai könyvtárat. Hamarosan megtanult gyorsírni, ezért meghívták a száborba (horvát parlament), ahol szoros kapcsolatot létesített Stjepan Radić-csal, aki egyben a keresztapja is volt.
A fiatal Košutić sok időt töltött Radić otthonában, hogy segítsen neki cikkei, brosúrái és könyvei megírásában és szerkesztésében. Košutić beiratkozott a Zágrábi Egyetem Jogi Karára, de az első világháború miatt abba kellett hagynia tanulmányait, mert behívták a hadseregbe. A háború elején tüzértiszt volt, de később bekerült a légierő iskolájába, és a légierő tisztviselőjeként érte meg a háború végét. A háború után a csehszlovákiai Brünnben járt műszaki iskolába, ahol diplomát szerzett és mérnök lett, de segédmunkásként is dolgozott. Hamarosan visszatért Horvátországba, hogy a HSS-nél dolgozzon, és 1921-ben feleségül vette Radić lányát, Mirát.

### A Jugoszláv Királyságban
Amikor a Szerb-Horvát-Szlovén Királyság létrejött, miniszterelnöke Nikola Pašić lett, aki a centralizmust és a hegemón uralmat képviselte, gyakran terrorral kísérve. Radić és Košutić külföldre utazott, hogy tájékoztassák a nagyközönséget Belgrád erőszakos politikájáról. Noha Košutić parlamenti képviselőként mentelmi joggal rendelkezett, de a hatóságok elvették az útlevelét, és megtiltották, hogy külföldre utazzon, így illegálisan lépte át a határt. 1923-ban Radić mellett volt Londonban, később Bécsből Zágrábba utazott, ahová Radić küldte, hogy tájékoztassa a horvát közvéleményt arról, milyen kép alakult ki Horvátországról a világban. Bécsből Košutić elkísérte Radićot Moszkvába, hogy találkozzon Csicserinnel, a szovjet külügyi népbiztossal, aki találkozni akart Radić-csal. Košutić tovább utazgatott, és ez nagyon zavarta a szerb hatóságokat. 1924-ben, miközben éppen beszédet tartott, egy szerb Jovo Gnjatović gyilkossági szándékkal egy lőfegyverrel a fejbe lőtte. Bár az orvosok azt állították, hogy nem fog felépülni, hamarosan felépült. Amikor visszatért Zágrábba, letartóztatták.
1926-ban Košutićot a Közlekedési Minisztérium helyettes államtitkárává, 1926. december 24-én pedig Nikola Uzunović kormányának építésügyi miniszterévé nevezték ki, de a radikális párt kilépése után 1927. február 1-jén a HSS is kilépett a koalícióból. Építésügyi miniszterként Košutić küzdött a minisztériumban erősen jelenlévő korrupció és az illegális ingatlankereskedelem ellen. Minisztériuma súlyos csapást mért a korrupcióra.
1927-ben, miután a HSS kilépett a kormányból, kiírták az új választást. A HSS politikai kampányához Košutić Macedóniába utazott, ahol a HSS-nek sok támogatója volt, de a rendőrség letartóztatta és Belgrádba szállította. Ennek ellenére továbbra is utazgatott Montenegróban, Hercegovinában és Dél-Horvátországban. 1928 júniusában Puniša Račić a parlamentben merényletet hajtott végre, megölve a HSS több prominens tagját, és halálosan megsebesítette vezetőjét, Stjepan Radićot. Miután Radić a merénylet során elszenvedett sérüléseibe belehalt, Radić közeli munkatársaként Košutić volt az egyik lehetséges utódja a HSS elnöki posztján.

### Emigrációban
1929 augusztusában, hét hónappal azután, hogy I. Sándor jugoszláv király diktatúrát vezetett be, Košutić emigrált. Először Zürichbe ment, majd 1930-ban a HSS amerikai szervezetének meghívására az Amerikai Egyesült Államokba távozott. Közvetlenül azután, hogy elhagyta az országot, néhány millió jugoszláv dinár ellopásával vádolták meg. A vád lehetetlenné tette politikai tevékenységét az Egyesült Államokban, így visszatért Európába. 1930 májusában Košutić és párttársa, Juraj Krnjević memorandumot írtak, amelyet a Népszövetségnek nyújtottak be, amelyben felvázolják a király rendeleteinek aránytalan horvátországi hatását. A memorandum szót ejtett a kulturális erőfölényről, Horvátország képviseletének hiányáról a politikai pártok felfüggesztése után, az „az abszolutista szerb király által kinevezett bürokraták” kemény bánásmódjáról, valamint az államvédelmi törvény horvátországi aránytalan alkalmazásáról. Košutić és Krnjević Genfbe, Londonba és Párizsba is elutaztak. 1931-ben az amerikai hatóságok arra a következtetésre jutottak, hogy a vád hamis volt, és a vádat elutasították, így Berlinben Košutić megtudta, hogy visszatérhet az Egyesült Államokba. Beutazta az Egyesült Államokat, hogy számítva a segítségükre tájékoztassa a horvát emigrációt a jugoszláviai helyzetről. Ezt követően 1932 márciusában Bécsbe ment, ahol bírálta a belgrádi rezsimet a korrupció miatt. Bécsből tovább utazott Európába, hogy előadásokat és beszédeket tartson. 1932. november 14-én a Brit Királyi Nemzetközi Ügyek Intézetének meghívására Košutić beszédet tartott a „horvát kérdésről”, mely jelentős hatást ért el a diplomáciai világban, amikor a Királyi Hivatal a beszédet közzétette.

### Visszatérés Jugoszláviába
1934-ben az Usztasa Marseille-ben megölte Sándor királyt, utóda Pál régensherceg lett, akiről Košutić azt állította, hogy ő a kultúra embere, és Sándorhoz hasonlóan a horvátok barátja. Košutić 1937-ben tért vissza Jugoszláviába, amikor parlamenti képviselővé választották. Amikor 1939. augusztus 24-én megalakult a Horvát Banovina, Vladimir Maček Košutić horvát báni kinevezését kérte, Pál jugoszláv herceg azonban ellenezte Maček javaslatát, és Ivan Šubašićot választotta a tisztségre. Az 1930-as évek elején Košutićot a HSS alelnökévé nevezték ki, elnöke Vladko Maček volt, aki Radićot követte a tisztségben. Maček nevében ő vezette a tárgyalásokat Dušan Simović jugoszláv tábornokkal, aki 1941-ben vezette a katonai puccsot, amely a háromhatalmi egyezmény felmondásához vezetett. A tárgyalások arról szóltak, hogy a HSS kerüljön be Simović kormányába. a háromhatalmi egyezmény elismerése, valamint két társregens kinevezése, akik közül az egyik horvát lenne, és a szerb katonaság eltávolítása a politikából. Maček félt a horvát szeparatisták puccsától, akik megpróbálták kihasználni a horvátok szerbek elleni, a puccs miatti széles körben elterjedt haragját, és szakítani akartak Belgráddal. Nem sokkal ezután Jugoszláviát Németország és szövetségesei megtámadták, és gyorsan megszállták.

### A Független Horvát Államban
A nácikkal szövetséges Független Horvát Államot (NDH) 1941. április 10-én hozták létre. Nem sokkal az NDH megalakulása után Košutićot három napig börtönben tartották, majd tárgyalás nélkül szabadon engedték. Május 6-án ismét letartóztatták, és augusztus 20-ig börtönben tartották, amikor megint szabadon engedték, de házi őrizetbe helyezték. Harmadszorra 1942. augusztus 29-én tartóztatták le, majd szeptemberben a HSS további hatvan tagjával, akik a háború előtti parlamenti képviselők és a párt vezetői voltak, letartóztatták és a lepoglavai börtönben tartották fogva azzal a gyanúval, hogy együttműködött a jugoszláv partizánokkal. A HSS mind a hatvan tagjával együtt 1942. december 23-án szabadult. Amikor Mačeket letartóztatták, Košutić Zágrábban maradt a HSS megmaradt vezetői közül mintegy hattal, és a HSS de facto vezetője lett.
1943 elején, amikor Maček házi őrizetben volt, Košutić a HSS ideiglenes vezetői csapatával, köztük Ivanko Farolfi és Ljudevit Tomašić magas rangú tagokkal, újra politikai tevékenységbe kezdett azzal a feltételezéssel, hogy a nyugati szövetségesek hamarosan partra szállnak a dalmát tengerparton, és megnyerik a háború. Ez a tevékenység magában foglalta a röplapok terjesztését, amelyek Mačeket, mint a szövetségesek számára elfogadott egyetlen horvátot hirdették, és megpróbálták felvenni velük a kapcsolatot. Felvették a kapcsolatot a hadsereg szimpatizáló tisztjeivel is.
Az Usztasa bázisának bővítése és az usztasa vezetés megerősítése érdekében Ante Pavelić a koalíciós kormány megalakításáról és ezzel egyidejűleg a partizánok meggyengítéséről tárgyalt Košutić-csal. A tárgyalások 1943 és 1944 között zajlottak, de a HSS vezetése végül visszautasította Pavelić kormányba lépési javaslatát. 1944 közepén Mladen Lorković belügyminiszter kezdeményezésére ismét megújították a tárgyalásokat, melyek a Lorković-Vokić összeesküvéssel és a puccs vezetőinek bebörtönzésével zárultak. A HSS vereséget szenvedett. Ugyanebben az időben Košutić Ivo Krbeken keresztül,  aki szintén a HSS tagja és Horvátország korábbi bánhelyettese volt a Horvátországi Kommunista Párttal is tárgyalt. Ezeket a tárgyalásokat London kezdeményezte azzal a céllal, hogy támogatást szerezzenek a horvát hadseregtől a horvát Adria partvidékének esetleges inváziójához. 1944. szeptember 1-jén Pavelić ismét beszélgetésre hívta, de Košutić attól tartott, hogy az usztasák manipulálni fogják, és Radić legfiatalabb fiával, Brankóval együtt csatlakozott a partizánokhoz.

### A kommunista Jugoszláviában
Nem sokkal azután, hogy csatlakozott a partizánokhoz, a kommunisták letartóztatták, és 1946. szeptember 6-ig börtönben tartották. Kiszabadulása után politikailag inaktívvá vált, és azt szorgalmazta, hogy a HSS is fagyassza be tevékenységét, hogy elkerülje vezetőinek a kommunisták általi letartóztatását. Úgy gondolta, hogy a HSS-nek meg kell őriznie politikai erejét, és meg kell várnia, hogy a kommunista kormány engedményeket tegyen, amiről úgy vélte, hogy a kommunista párton belüli belső konfliktus miatt, amely a Tito-Sztálin szakadást követően alakult ki, valamint a nyugati hatalmakkal a Trieszti Szabad Terület körüli határviták miatti válság miatt hamarosan bekövetkezik. A HSS sok tagja úgy gondolta, hogy Košutić valamilyen megállapodást kötött a kommunistákkal, ezért a HSS vezetői, Juraj Šutej, Tomo Jančiković, Franjo Gaži, Božidar Magovac és Ivan Šubašić ellenezték a tétlenségről szóló elképzelését. Košutić Zágrábban halt meg 1964-ben.

## Fordítás
- Ez a szócikk részben vagy egészben  az   August Košutić című angol Wikipédia-szócikk ezen változatának fordításán alapul.  Az eredeti cikk szerkesztőit annak laptörténete sorolja fel. Ez a jelzés csupán a megfogalmazás eredetét és a szerzői jogokat jelzi, nem szolgál a cikkben szereplő információk forrásmegjelöléseként.